# Antidijaroici
Antidijaroici su lijekovi koji se koriste za liječenje proljeva. 
U liječenja proljeva najvažniju ulogu ima nadoknada tekućine (izgubljene proljevom) i uspostava fizioloških vrijednosti elektrolita. Također, koriste se u određenim bolesnim stanjima kao što su Crohnova bolest, ulcerozni kolitis i pseudomembranozni kolitis

## Antibiotici
Određeni antibiotici koriste se za liječenje proljeva uzrokovanih crijevnim zarazama. Primjer takvih antibiotika jest nistatin

## Adsorbensi
Adsorbiraju uzročnike bolesti i najčepće se koriste kod proljeva izazvanog crijevnom zarazom: medicinski ugljen (koristi se kod akutnih trovanja, a kod proljeva rijetko), bizmut, kolestiramin, kaolin.

## Antipropulzivi
Djeluju usporavajući crijevu peristaltiku, dijele se na svije skupine opioidne antidijaroike i antikolinergike

### Opoidni antidijaroici
Loperamid, kodein, difenoksilat

### Antikolinergici
Koriste se u slučaju kroničnih proljeva kada su kontraindicirani opoidni antidijaroici: pentalin, atropin

## Intestinalni antiinflamarorni lijekovi
Koriste se za liječenje upalnih bolesti crijeva kao što su Crohnova bolest, ulcerozni kolitis i pseudomembranozni kolitis, a to su kortikosteroidi poput budezonida te sulfasalazin, mesalazin, olsalazin i balsalazid.

## Probiotici
Posebna skupina "bioloških" lijekova za lijčenje proljeva, pogotovo kroničnih jesu probiotički mikroorganizmi poput Bifidobacterum bifidum, Lactobacillus sporogenes i sl.